# Ацо VIII д’Есте
Вижте пояснителната страница за други личности с името Ацо д’Есте.
Ацо VIII д’Есте (на италиански: Azzo VIII d'Este; * сл. 1263, Ферара, Папска държава; † 26 или 31 януари 1308, Есте) от рода Есте е маркиз на Ферара, Модена и Реджо от 1293 г. до смъртта си.

## Произход
Той е син на Обицо II д’Есте (* 1247, † 1293), господар на Ферара, Есте и Анконската марка, и на съпругата му Якопина Фиески († 1287), племенница на папа Адриан V. Има един брат и една сестра:
- Алдобрандино II († 1326), маркиз на Ферара и Реджо (1308 – 1326), съпруг на Алда Рангони;
- Беатриче († 1334), владетелка на Юдикат Галура като съпруга на Нино Висконти и господарка на Милано като съпруга на Галеацо I Висконти

Има и един природен брат и една природена сестра от втория брак на баща си, и трима природени братя от негови извънбрачни връзки.

## Биография
Ацо VIII вероятно убива баща си, който умира без да е определил наследник.
Неговото завземане на властта се противопоставя на братята му, подкрепени в бунта си от Ланфранко Ландоне от Модена и сем. Боскети. Ацо VIII успява да надделее, като устоява на атаките на Болоня и Парма и успява с умела игра на съюзи да консолидира господството си и да постигне мир със съседните владения. Той е избран за господар на Ферара на 21 февруари 1293 г. от Главния съвет на Ферара. Неговата сестра Беатриче се омъжва за Галеацо I Висконти, господар на Милано.
Възникват нови проблеми с Модена и Реджо от 1305 г. Първо Болоня, а след това Парма подновяват военните действия срещу Реджо Емилия и Модена, защитавани от армията на Ацо VIII. Впоследствие се формира лига срещу рода Есте, към която се присъединяват и Верона и Мантуа. През първите месеци на 1306 г. и двата града попадат в ръцете на лигата, като по този начин се слага край на първото господство на Есте, което продължава седемнадесет години.
Той оставя всичките си притежания чрез завещание на внука му Фулко, син на извънбрачния му син Фреско д’Есте, предизвиквайки съпротива от страна на изключените братя. Конфликтът за наследството, който избухва след смъртта му на 26 януари 1308 г., предизвиква Първата ферарска война (1308 – 1309).
След него във Ферара, Модена и Реджо има период, през който семейство Есте е изместено от власт. За кратък период, въпреки различните му завещателни разпоредби, той е наследен от своя извънбрачен син Фреско д'Есте.

## Брак и потомство
∞ 1. 1282 г. за Джована Орсини, от която няма деца;
∞ 2. 1305 г. за Беатриче Неаполитанска (* 1295, † 1321), дъщеря на Шарл II Анжуйски, от която няма деца. Тя се омъжва за него много млада, когато той вече е на преклонна възраст. Според Дино Компаньи, за да има момичето, Ацо VIII я „купува“ на висока цена, като се задоволява със скромна зестра и плаща на баща й голяма сума и дори Данте го споменава в Песен XX от „Чистилище“ (част от „Божествена комедия“). Някои отричат, че този брак се е състоял, предполагайки, че това трябва да е недоразумение поради броя на членовете на дома, наречени „Ацо“ и номерирани неточно : Azzo би бил III като владетел на Ферара и VIII като общ член на династия.
Ацо VIII има четири извънбрачни деца:
- Франческо д'Есте, нар. „Фреско“ (ок. 1280, † 1312, Венеция), господар на Ферара, Модена и Реджо (1308 – 1312), ∞ за Пелегрина Качанемичи, от която има един син;
- Костанца д'Есте, ∞ за Ламбертино, син на политика Венедико Качанемико;
- Рицардо д'Есте, ∞ за Лукреция, дъщеря на Никола, граф на Барбиано;
- Пиетро д'Есте, абат

## В литературата
В Песен XII на „Ад“ Данте Алигиери поставя баща му Обицо II сред тираните в първия кръг на насилниците, потопен до очите си в кипящата кръв на Флегетон. Данте, чрез устата на кентавъра Несус, казва, че е бил убит от своя доведен син. Това твърдение, което намирисва на откровение от страна на онези, които знаят как са се развили фактите, говори за „доведен син“, което би могло да се разбира както като „дегенерирал син“, така и като незаконен син, допълнително обвинявайки Ацо VIII, който в междувременно е наследил баща си. Изявлението на поета е особено смело, тъй като Ацо VIII е бил жив до 1308 г. и ако наистина е бил виновен и/или незаконен да царува, той е щял да направи всичко възможно, за да скрие документите. 
Данте го споменава косвено в „Божествена комедия“ като враг на Якопо дел Касеро, който го е избягал, след като като подест на Болоня е осуетил целите му за града.